# Effectif des équipes à la Coupe d'Afrique des nations de football 2008
Effectifs des nations qualifiées à la Coupe d'Afrique des nations de football 2008 (23 joueurs par équipe).

Les statistiques sont arrêtées juste avant le début de la compétition.

## Equipes du groupe A

### Ghana
| Sélectionneur | Sélectionneur        | Claude Le Roy               | Claude Le Roy     | Claude Le Roy          |
| N°            | Nom                  | Date de Naissance           | Sélections (buts) | Club                   |
| Gardiens      |                      |                             |                   |                        |
| 1             | Sammy Adjei          | 1er septembre 1980 (27 ans) | 34 (0)            | MS Ashdod              |
| 16            | Abdul Fatawu Dauda   | 6 avril 1985 (22 ans)       | 0 (0)             | Ashanti Gold           |
| 22            | Richard Kingson      | 13 juin 1978 (29 ans)       | 47 (0)            | Birmingham City        |
| Défenseurs    |                      |                             |                   |                        |
| 2             | Hans Sarpei          | 28 juin 1976 (31 ans)       | 17 (0)            | Bayer Leverkusen       |
| 4             | John Paintsil        | 15 juin 1981 (26 ans)       | 33 (0)            | West Ham United        |
| 5             | John Mensah          | 29 novembre 1982 (25 ans)   | 44 (0)            | Stade rennais          |
| 17            | Nana Asare           | 11 juillet 1986 (21 ans)    | 2 (0)             | FC Malines             |
| 19            | Illiasu Shilla       | 26 octobre 1982 (25 ans)    | 13 (0)            | Saturn Ramenskoye      |
| 21            | Harrison Afful       | 24 juin 1984 (23 ans)       | 0 (0)             | Asante Kotoko Kumasi   |
| Milieux       |                      |                             |                   |                        |
| 6             | Anthony Annan        | 21 juillet 1986 (21 ans)    | 6 (0)             | IK Start               |
| 7             | Laryea Kingston      | 7 novembre 1980 (27 ans)    | 19 (4)            | Hearts                 |
| 8             | Michael Essien       | 3 décembre 1982 (25 ans)    | 31 (5)            | Chelsea FC             |
| 11            | Sulley Ali Muntari   | 27 août 1984 (23 ans)       | 31 (8)            | Portsmouth             |
| 12            | André Ayew           | 17 décembre 1989 (18 ans)   | 5 (0)             | Olympique de Marseille |
| 14            | Bennard Yao Kumordzi | 21 mars 1985 (22 ans)       | 3 (1)             | Panionios Athènes      |
| 15            | Ahmed Barusso        | 26 décembre 1984 (23 ans)   | 4 (1)             | AS Rome                |
| 18            | Eric Addo            | 12 novembre 1978 (29 ans)   | 17 (0)            | PSV Eindhoven          |
| 23            | Haminu Dramani       | 1er avril 1986 (21 ans)     | 17 (2)            | Lokomotiv Moscou       |
| Attaquants    |                      |                             |                   |                        |
| 3             | Asamoah Gyan         | 22 novembre 1985 (22 ans)   | 23 (12)           | Udinese                |
| 9             | Junior Agogo         | 1er août 1979 (28 ans)      | 9 (4)             | Nottingham Forest      |
| 10            | Kwadwo Asamoah       | 12 septembre 1988 (19 ans)  | 0 (0)             | Liberty Professionals  |
| 13            | Baffour Gyan         | 2 juillet 1980 (27 ans)     | 28 (5)            | Saturn                 |
| 20            | Quincy Owusu-Abeyie  | 15 avril 1986 (21 ans)      | 0 (0)             | Celta Vigo             |

### Guinée
| Sélectionneur | Sélectionneur         | Robert Nouzaret           | Robert Nouzaret   | Robert Nouzaret          |
| N°            | Nom                   | Date de Naissance         | Sélections (buts) | Club                     |
| Gardiens      |                       |                           |                   |                          |
| 1             | Naby Diarso           | 1er janvier 1977 (31 ans) |                   | Satellite FC             |
| 16            | Kémoko Camara         | 5 avril 1975 (32 ans)     |                   | Sans club                |
| 22            | Naby-Moussa Yattara   | 12 janvier 1984 (24 ans)  |                   | RACS Couillet            |
| Défenseurs    |                       |                           |                   |                          |
| 3             | Ibrahima Camara       | 1er janvier 1985 (23 ans) |                   | Le Mans UC               |
| 5             | Dianbobo Balde        | 5 octobre 1975 (32 ans)   |                   | Celtic Glasgow           |
| 6             | Kamil Zayatte         | 7 mars 1985 (22 ans)      |                   | BSC Young Boys           |
| 12            | Alsény Camara         | 4 novembre 1986 (21 ans)  |                   | Rodez AF                 |
| 15            | Oumar Kalabane        | 8 avril 1981 (26 ans)     |                   | Manisaspor               |
| 17            | Mamadou Alimou Diallo | 2 décembre 1984 (23 ans)  |                   | Sivasspor                |
| 20            | Habib Jean Balde      | 8 février 1985 (22 ans)   |                   | Stade de Reims           |
| 21            | Daouda Jabi           | 10 avril 1981 (26 ans)    |                   | Trabzonspor              |
| 23            | Mamadou Bah           | 25 avril 1988 (19 ans)    |                   | RC Strasbourg            |
| Milieux       |                       |                           |                   |                          |
| 2             | Pascal Feindouno      | 27 février 1981 (26 ans)  |                   | AS Saint-Étienne         |
| 4             | Mohamed Cissé         | 10 février 1982 (25 ans)  |                   | Bursaspor                |
| 8             | Kanfory Sylla         | 7 juillet 1980 (27 ans)   |                   | Sivasspor                |
| 13            | Mohamed Sakho         | 5 août 1988 (19 ans)      |                   | Étoile sportive du Sahel |
| 14            | Naby Soumah           | 22 avril 1988 (19 ans)    |                   | Club sportif sfaxien     |
| 18            | Samuel Johnson        | 25 janvier 1984 (23 ans)  |                   | Ismaily                  |
| Attaquants    |                       |                           |                   |                          |
| 7             | Fodé Mansaré          | 29 novembre 1981 (26 ans) |                   | Toulouse FC              |
| 9             | Victor Correia        | 12 janvier 1981 (26 ans)  |                   | AS Cherbourg             |
| 10            | Ismael Bangoura       | 2 janvier 1985 (23 ans)   |                   | Dynamo Kiev              |
| 11            | Souleymane Youla      | 29 novembre 1981 (26 ans) |                   | Lille OSC                |
| 19            | Karamoko Cisse        | 14 novembre 1988 (19 ans) |                   | Hellas Vérone            |

### Namibie
| Sélectionneur | Sélectionneur         | Arie Schans                | Arie Schans       | Arie Schans              |
| N°            | Nom                   | Date de Naissance          | Sélections (buts) | Club                     |
| Gardiens      |                       |                            |                   |                          |
| 1             | Athiel Mbaha          | 5 décembre 1976 (31 ans)   |                   | Orlando Pirates Windhoek |
| 16            | Abisai Shiningayamwe  | 3 août 1978 (29 ans)       |                   | Jomo Cosmos              |
| 23            | Ephraim Tjihonge      | 23 mai 1986 (21 ans)       |                   | Black Leopards           |
| Défenseurs    |                       |                            |                   |                          |
| 13            | Michael Pienaar       | 10 octobre 1982 (25 ans)   |                   | Ramblers                 |
| 6             | Franklin April        | 18 avril 1984 (23 ans)     |                   | Civics FC                |
| 18            | Gottlieb Nakuta       | 8 mai 1988 (19 ans)        |                   | Blue Waters              |
| 5             | Richard Gariseb       | 3 février 1980 (27 ans)    |                   | Wits University          |
| 3             | Hartman Toromba       | 2 novembre 1984 (23 ans)   |                   | Black Leopards           |
| 4             | Maleagi Ngarizemo     | 20 juin 1979 (28 ans)      |                   | Ajax Cape Town           |
| 2             | Jeremiah Baisako      | 13 juillet 1980 (27 ans)   |                   | Ramblers                 |
| Milieux       |                       |                            |                   |                          |
| 17            | Quinton Jacobs        | 21 janvier 1979 (28 ans)   |                   | Bryne FK                 |
| 14            | Brian Brendell        | 7 septembre 1986 (21 ans)  |                   | Civics FC                |
| 10            | Abraham Shatimuene    | 2 avril 1986 (21 ans)      |                   | 1° de Agosto             |
| 22            | Jamuovandu Ngatjizeko | 28 décembre 1984 (23 ans)  |                   | Civics FC                |
| 8             | Oliver Risser         | 17 septembre 1980 (27 ans) |                   | Bonner SC                |
| 11            | Sydney Plaatjies      | 25 novembre 1981 (26 ans)  |                   | Jomo Cosmos              |
| 7             | Collin Benjamin       | 3 août 1979 (29 ans)       |                   | Hambourg SV              |
| Attaquants    |                       |                            |                   |                          |
| 12            | Muna Katupose         | 22 février 1988 (19 ans)   |                   | Oshakati City            |
| 9             | Levis Swartbooi       | 18 mars 1984 (23 ans)      |                   | 1° de Agosto             |
| 15            | Rudolph Bester        | 19 juillet 1983 (24 ans)   |                   | Eleven Arrows            |
| 20            | Pineas Jacob          | 29 octobre 1985 (22 ans)   |                   | Ramblers                 |
| 19            | Lazarus Kaimbi        | 12 août 1988 (19 ans)      |                   | Jomo Cosmos              |

### Maroc
| Sélectionneur | Sélectionneur        | Henri Michel               | Henri Michel      | Henri Michel          |
| N°            | Nom                  | Date de Naissance          | Sélections (buts) | Club                  |
| Gardiens      |                      |                            |                   |                       |
| 1             | Nadir Lamyaghri      | 13 février 1976 (30 ans)   |                   | Wydad de Casablanca   |
| 12            | Khalid Fouhami       | 15 décembre 1972 (35 ans)  |                   | Raja de Casablanca    |
| 22            | Abdelillah Bagui     | 1er janvier 1978 (31 ans)  |                   | Maghreb de Fès        |
| Défenseurs    |                      |                            |                   |                       |
| 2             | Michaël Chrétien     | 10 juillet 1984 (23 ans)   | 10(0)             | AS Nancy-Lorraine     |
| 3             | Hicham Mahdoufi      | 5 août 1984 (23 ans)       |                   | Metalist Kharkiv      |
| 4             | Abdeslam Ouaddou     | 1er novembre 1978 (29 ans) | 51(2)             | Valenciennes FC       |
| 5             | Talal El Karkouri    | 8 juillet 1976 (31 ans)    |                   | Qatar SC              |
| 6             | Elamine Erbate       | 3 septembre 1981 (26 ans)  |                   | Dhafra Club           |
| 14            | Abdessamad Chahiri   | 17 mai 1982 (25 ans)       | 2(0)              | Difaâ d'El Jadida     |
| 19            | Jamal Alioui         | 6 février 1982 (25 ans)    |                   | FC Sion               |
| 21            | Badr El-Kaddouri     | 31 janvier 1981 (27 ans)   |                   | Dynamo Kiev           |
| Milieux       |                      |                            |                   |                       |
| 8             | Abdelkrim Kissi      | 5 mai 1980 (27 ans)        |                   | EN Paralimni          |
| 13            | Houssine Kharja      | 9 novembre 1982 (25 ans)   |                   | Piacenza Calcio       |
| 15            | Youssef Safri        | 3 janvier 1977 (31 ans)    |                   | Southampton FC        |
| 16            | Youssef Mokhtari     | 5 mars 1979 (28 ans)       |                   | Al Rayyan Club        |
| 18            | Abderrahmane Kabous  | 24 avril 1983 (24 ans)     | 4(0)              | FK CSKA Sofia         |
| Attaquants    |                      |                            |                   |                       |
| 7             | Soufiane Alloudi     | 1er juillet 1983 (24 ans)  | 9(6)              | Al Ayn Club           |
| 9             | Bouchaib El Moubarki | 12 janvier 1978 (30 ans)   |                   | FC Grenoble           |
| 10            | Tarik Sektioui       | 13 mai 1977 (30 ans)       |                   | FC Porto              |
| 11            | Moncef Zerka         | 31 août 1981 (26 ans)      | 5(1)              | AS Nancy-Lorraine     |
| 17            | Marouane Chamakh     | 10 janvier 1984 (24 ans)   | 30(12)            | Girondins de Bordeaux |
| 20            | Youssouf Hadji       | 3 juin 1980 (27 ans)       | 39(11)            | AS Nancy-Lorraine     |
| 23            | Hicham Aboucherouane | 2 avril 1981 (26 ans)      |                   | Espérance de Tunis    |

## Equipes du groupe B

### Nigeria
| Sélectionneur | Sélectionneur     | Berti Vogts       | Berti Vogts       | Berti Vogts                |
| N°            | Nom               | Date de Naissance | Sélections (buts) | Club                       |
| Gardiens      |                   |                   |                   |                            |
| 1             | Vincent Enyeama   | 29 août 1982      |                   | Hapoël Tel-Aviv            |
| 12            | Austin Ejide      | 8 avril 1984      |                   | SC Bastia                  |
| 23            | Dele Aiyenugba    | 20 novembre 1983  |                   | Bnei Yehoudah              |
| Défenseurs    |                   |                   |                   |                            |
| 22            | Onyekachi Apam    | 30 décembre 1985  |                   | OGC Nice                   |
| 3             | Taye Taiwo        | 16 avril 1985     | 24 (4)            | Olympique de Marseille     |
| 2             | Joseph Yobo       | 6 septembre 1980  |                   | Everton Football Club      |
| 5             | Obinna Nwaneri    | 18 mars 1982      |                   | FC Sion                    |
| 6             | Danny Shittu      | 2 septembre 1980  |                   | Watford Football Club      |
| 13            | Rabiu Afolabi     | 18 avril 1980     |                   | FC Sochaux-Montbéliard     |
| 19            | Ifeanyi Emeghara  | 24 mars 1983      |                   | Steaua Bucarest            |
| 21            | Richard Eromoigbe | 26 juin 1984      |                   | Levski Sofia               |
| Milieux       |                   |                   |                   |                            |
| 10            | John Obi Mikel    | 22 avril 1987     |                   | Chelsea Football Club      |
| 14            | Seyi Olofinjana   | 12 juin 1980      |                   | Wolverhampton Wanderers FC |
| 20            | Onyekachi Okonkwo | 13 mai 1982       |                   | FC Zurich                  |
| 20            | Dickson Etuhu     | 8 juin 1982       |                   | Sunderland                 |
| Attaquants    |                   |                   |                   |                            |
| 15            | Ikechukwu Uche    | 5 janvier 1984    |                   | Getafe CF                  |
| 18            | Obinna Nsofor     | 25 mars 1987      |                   | Chievo Vérone              |
| 11            | Peter Odemwingie  | 15 juillet 1981   |                   | Lokomotiv Moscou           |
| 7             | John Utaka        | 8 janvier 1982    |                   | Portsmouth Football Club   |
| 4             | Nwankwo Kanu      | 1er août 1976     |                   | Portsmouth Football Club   |
| 9             | Obafemi Martins   | 28 octobre 1984   |                   | Newcastle United           |
| 17            | Ayodele Makinwa   | 26 juillet 1983   |                   | SS Lazio                   |
| 8             | Yakubu Aiyegbeni  | 22 novembre 1982  |                   | Everton Football Club      |

### Mali
| Sélectionneur | Sélectionneur         | Jean-François Jodar        | Jean-François Jodar | Jean-François Jodar |
| N°            | Nom                   | Date de Naissance          | Sélections (buts)   | Club                |
| Gardiens      |                       |                            |                     |                     |
| 1             | Mahamadou Sidibè      | 8 octobre 1978 (29 ans)    |                     | PAS Giannina        |
| 16            | Soumaila Diakite      | 25 août 1984 (23 ans)      |                     | Stade malien        |
| 22            | Oumar Sissoko         | 13 septembre 1987 (20 ans) |                     | FC Metz             |
| Défenseurs    |                       |                            |                     |                     |
| 2             | Boubacar Koné         | 21 août 1984 (23 ans)      |                     | Maghreb de Fès      |
| 3             | Adama Tamboura        | 18 mai 1985 (22 ans)       |                     | Helsingborgs IF     |
| 4             | Adama Coulibaly       | 10 septembre 1980 (27 ans) |                     | RC Lens             |
| 5             | Souleymane Diamoutene | 30 janvier 1983 (24 ans)   |                     | US Lecce            |
| 9             | Amadou Sidibe         | 19 février 1986 (21 ans)   |                     | Djoliba AC          |
| 15            | Cédric Kanté          | 6 juillet 1979 (28 ans)    |                     | OGC Nice            |
| 17            | Sammy Traoré          | 25 février 1976 (31 ans)   |                     | AJ Auxerre          |
| 23            | Moussa Coulibaly      | 19 mai 1981 (26 ans)       |                     | MC Alger            |
| Milieux       |                       |                            |                     |                     |
| 6             | Mahamadou Diarra      | 18 mai 1981 (26 ans)       |                     | Real Madrid         |
| 8             | Bassala Touré         | 21 février 1976 (31 ans)   |                     | APO Levadiakos      |
| 11            | Djibril Sidibe        | 23 mars 1982 (25 ans)      |                     | Châteauroux         |
| 12            | Seydou Keita          | 16 janvier 1980 (28 ans)   |                     | FC Séville          |
| 14            | Drissa Diakité        | 18 février 1985 (22 ans)   |                     | OGC Nice            |
| 18            | Souleymane Dembele    | 3 septembre 1984 (23 ans)  |                     | Djoliba AC          |
| 20            | Mohamed Sissoko       | 27 janvier 1985 (22 ans)   |                     | Liverpool FC        |
| Attaquants    |                       |                            |                     |                     |
| 7             | Mamady Sidibe         | 18 décembre 1979 (28 ans)  |                     | Stoke City FC       |
| 10            | Dramane Traoré        | 17 juin 1982 (25 ans)      |                     | Lokomotiv Moscou    |
| 13            | Mamadou Diallo        | 17 avril 1982 (25 ans)     |                     | Qatar Sports Club   |
| 19            | Frédéric Kanouté      | 2 septembre 1977 (30 ans)  |                     | FC Séville          |
| 21            | Mahamadou Dissa       | 18 mai 1979 (28 ans)       |                     | KSV Roulers         |

### Côte d'Ivoire
| Sélectionneur      | Sélectionneur       | Gérard Gili                | Gérard Gili       | Gérard Gili              |
| N°                 | Nom                 | Date de Naissance          | Sélections (buts) | Club                     |
| Gardiens de but    |                     |                            |                   |                          |
| 1                  | Boubacar Barry Copa | 30 décembre 1979 (28 ans)  |                   | KSC Lokeren              |
| 16                 | Stephan Loboue      | 23 août 1981 (26 ans)      |                   | SpVgg Greuther Fürth     |
| 23                 | Tiassé Koné         | 17 octobre 1987 (20 ans)   |                   | Africa Sports National   |
| Défenseurs         |                     |                            |                   |                          |
| 3                  | Arthur Boka         | 2 avril 1983 (24 ans)      |                   | VfB Stuttgart            |
| 4                  | Habib Kolo-Touré    | 19 mars 1981 (26 ans)      |                   | Arsenal FC               |
| 6                  | Steve Gohouri       | 8 février 1981 (26 ans)    |                   | Borussia Mönchengladbach |
| 12                 | Abdoulaye Meite     | 6 octobre 1980 (27 ans)    |                   | Bolton Wanderers         |
| 2                  | Constant Djakpa     | 17 octobre 1986 (21 ans)   |                   | Pandurii Târgu Jiu       |
| 21                 | Emmanuel Eboué      | 4 juin 1983 (24 ans)       |                   | Arsenal FC               |
| 22                 | Marc-André Zoro     | 27 décembre 1983 (24 ans)  |                   | Benfica Lisbonne         |
| Milieux de terrain |                     |                            |                   |                          |
| 5                  | Didier Zokora       | 14 décembre 1980 (27 ans)  |                   | Tottenham Hotspur        |
| 7                  | Emerse Faé          | 24 janvier 1984 (23 ans)   |                   | Reading FC               |
| 13                 | Romaric N'Dri Koffi | 4 juin 1983 (24 ans)       |                   | Le Mans UC               |
| 17                 | Siaka Tiéné         | 22 février 1982 (25)       |                   | AS Saint-Étienne         |
| 19                 | Yaya Touré          | 13 mai 1983 (24 ans)       |                   | FC Barcelone             |
| Attaquants         |                     |                            |                   |                          |
| 20                 | Boubacar Sanogo     | 12 décembre 1982 (25 ans)  |                   | Werder Brême             |
| 8                  | Salomon Kalou       | 15 août 1985 (22 ans)      |                   | Chelsea FC               |
| 9                  | Arouna Koné         | 11 novembre 1983 (24 ans)  |                   | FC Séville               |
| 10                 | Gervinho            | 27 mai 1988 (19 ans)       |                   | Le Mans UC               |
| 11                 | Didier Drogba       | 11 mars 1978 (29 ans)      |                   | Chelsea FC               |
| 14                 | Bakari Koné         | 17 septembre 1981 (26 ans) |                   | OGC Nice                 |
| 15                 | Aruna Dindane       | 26 novembre 1980 (27 ans)  |                   | RC Lens                  |
| 18                 | Kader Keita         | 6 août 1981 (26 ans)       |                   | Olympique lyonnais       |

### Bénin
| Sélectionneur   | Sélectionneur            | Reinhard Fabisch           | Reinhard Fabisch  | Reinhard Fabisch      |
| N°              | Nom                      | Date de Naissance          | Sélections (buts) | Club                  |
| Gardiens de but |                          |                            |                   |                       |
| 1               | Rachad Chitou            | 18 septembre 1976 (31 ans) |                   | Wikki Tourists FC     |
| 16              | Yoann Djidonou           | 17 mai 1986 (21 ans)       |                   | Red Star 93           |
| 22              | Valere Amoussou          | 13 mars 1987 (20 ans)      |                   | Mogas 90 FC           |
| Défenseurs      |                          |                            |                   |                       |
| 3               | Khaled Adenon            | 28 juillet 1985 (22 ans)   |                   | Le Mans UC            |
| 7               | Romuald Boco             | 8 juillet 1985 (22 ans)    |                   | Accrington Stanley FC |
| 14              | Alain Gaspoz             | 16 mai 1970 (37 ans)       |                   | FC Bagnes             |
| 5               | Koffi Damien Chrysostome | 24 mai 1982 (25 ans)       |                   | AS Casale Calcio      |
| 15              | Anicet Adjamossi         | 15 mars 1984 (23 ans)      |                   | US Créteil            |
| 18              | Séïdath Tchomogo         | 13 août 1985 (22 ans)      |                   | East Riffa            |
| 13              | Noel Seka                | 3 septembre 1984 (23 ans)  |                   | FC Fyn                |
| 4               | Bio Aï Traore            | 9 juin 1985 (22 ans)       |                   | Panthères FC          |
| 12              | Achille Rouga            | 10 juin 1987 (20 ans)      |                   | Stade rennais         |
| Milieux         |                          |                            |                   |                       |
| 19              | Jocelyn Ahoueya          | 19 décembre 1985 (22 ans)  |                   | Football Club de Sion |
| 10              | Oumar Tchomogo           | 7 janvier 1978 (30 ans)    |                   | Portimonense SC       |
| 17              | Stéphane Sessègnon       | 1er juin 1984 (23 ans)     |                   | Le Mans Union Club 72 |
| 11              | Oscar Olou               | 16 novembre 1987 (20 ans)  |                   | FC Rouen              |
| 6               | Jonas Okétola            | 27 août 1983 (24 ans)      |                   | Thanda Royal Zulu     |
| 2               | Djiman Koukou            | 14 novembre 1980 (27 ans)  |                   | Soleil FC             |
| Attaquants      |                          |                            |                   |                       |
| 8               | Razak Omotoyossi         | 8 octobre 1985 (22 ans)    |                   | Helsingborgs IF       |
| 9               | Gariga Abou Maïga        | 20 septembre 1985 (22 ans) |                   | US Créteil            |
| 20              | Wassiou Oladipupo        | 17 décembre 1983 (24 ans)  |                   | JS Kabylie            |
| 21              | Sosthène Soglo           | 3 juillet 1986 (21 ans)    |                   | Energie de la Sbee FC |
| 23              | Abdoulaye Ouzérou        | 24 octobre 1985 (22 ans)   |                   | Buffles du Borgou FC  |

## Equipes du groupe C

### Égypte
| Sélectionneur   | Sélectionneur      | Hassan Shehata    | Hassan Shehata    | Hassan Shehata         |
| N°              | Nom                | Date de Naissance | Sélections (buts) | Club                   |
| Gardiens de but |                    |                   |                   |                        |
| 1               | Essam al-Hadary    | 15 janvier 1973   | 75 (0)            | Al Ahly SC             |
| 16              | Mohamed Moncef     | 6 février 1977    | 11 (0)            | Zamalek SC             |
| 22              | Mohamed Sobhi      | 30 août 1981      | 0 (0)             | Ismaily SC             |
| Défenseurs      |                    |                   |                   |                        |
| 2               | Mahmoud Fathallah  | 12 février 1982   | 11 (0)            | Zamalek SC             |
| 3               | Ahmed al-Muhammadi | 9 septembre 1987  | 11 (0)            | ENPPI Club             |
| 4               | Ibrahim Said       | 16 octobre 1979   | 49 (2)            | Ankaragücü             |
| 5               | Shady Mohamed      | 29 novembre 1977  | 23 (1)            | Al Ahly SC             |
| 6               | Hani Said          | 22 avril 1980     | 41 (0)            | Ismaily SC             |
| 7               | Ahmed Fathi        | 10 novembre 1984  | 22 (1)            | Al Ahly SC             |
| 13              | Tarek El-Sayed     | 9 octobre 1978    | 47 (4)            | Zamalek SC             |
| 14              | Sayed Moawad       | 25 février 1979   | 26 (2)            | Ismaily SC             |
| 20              | Wael Gomaa         | 3 août 1975       | 59 (0)            | Al-Sailiya Sports Club |
| Milieux         |                    |                   |                   |                        |
| 8               | Hosni Abd Rabo     | 1er novembre 1984 | 39 (4)            | Ismaily SC             |
| 11              | Mohamed Shawky     | 5 octobre 1981    | 44 (3)            | Middlesbrough          |
| 12              | Omar Gamal         | 16 septembre 1982 | 13 (0)            | Ismaily SC             |
| 15              | Ahmed Sabaan       | -                 | 2 (0)             | Petrojet FC            |
| 17              | Ahmed Hassan       | 2 mai 1975        | 129 (22)          | RSC Anderlecht         |
| 21              | Hassan Mostafa     | 20 novembre 1979  | 26 (2)            | Al Ahly SC             |
| 22              | Mohamed Aboutreika | 7 novembre 1978   | 47 (10)           | Al Ahly SC             |
| Attaquants      |                    |                   |                   |                        |
| 9               | Mohamed Zidan      | 11 décembre 1981  | 12 (6)            | Hambourg SV            |
| 10              | Emad Moteab        | 20 février 1983   | 39 (20)           | Al Ahly SC             |
| 18              | Mohamed Fadl       | 21 juillet 1981   | 3 (2)             | Al Ahly SC             |
| 19              | Amr Zaki           | 1er avril 1981    | 39 (21)           | Zamalek SC             |

### Cameroun
| Sélectionneur   | Sélectionneur         | Otto Pfister      | Otto Pfister      | Otto Pfister             |
| N°              | Nom                   | Date de Naissance | Sélections (buts) | Club                     |
| Gardiens de but |                       |                   |                   |                          |
| 1               | Carlos Idriss Kameni  | 18 février 1984   | 32 (0)            | Espanyol Barcelone       |
| 16              | Souleymanou Hamidou   | 22 janvier 1973   | 40 (0)            | Denizlispor              |
| 22              | Janvier Mbarga        | 8 janvier 1988    | 0 (0)             | Canon Yaoundé            |
| Défenseurs      |                       |                   |                   |                          |
| 2               | Gilles Augustin Binya | 29 août 1984      | 8 (1)             | Benfica Lisbonne         |
| 3               | Bill Tchato           | 14 mai 1975       | 40 (1)            | Qatar SC                 |
| 4               | Rigobert Song         | 1er juillet 1976  | 109 (4)           | Galatasaray SK           |
| 5               | Timothée Atouba       | 17 février 1982   | 20 (0)            | Hambourg SV              |
| 6               | Benoit Angbwa         | 1er janvier 1982  | 6 (0)             | Saturn Ramenskoye        |
| 20              | Paul-Hervé Essola     | 13 décembre 1981  | 0 (0)             | Arsenal Kiev             |
| 23              | Andre Bikey           | 8 janvier 1985    | 10 (1)            | Reading Football Club    |
| Milieux         |                       |                   |                   |                          |
| 7               | Modeste M'Bami        | 9 octobre 1982    | 25 (3)            | Olympique de Marseille   |
| 8               | Geremi                | 20 décembre 1978  | 60 (6)            | Newcastle United         |
| 10              | Achille Emana         | 5 juin 1982       | 10 (0)            | Toulouse Football Club   |
| 11              | Jean II Makoun        | 29 mai 1983       | 22 (7)            | LOSC                     |
| 12              | Alain Nkong           | 6 avril 1979      | 21 (9)            | CF Atlante               |
| 13              | Landry N'Guemo        | 28 novembre 1985  | 2 (1)             | Nancy                    |
| 14              | Joel Epalle           | 20 février 1978   | 20 (2)            | Vfl Bochum               |
| 15              | Alexandre Song        | 9 septembre 1987  | 0 (0)             | Arsenal Football Club    |
| 19              | Stéphane M'Bia        | 20 mai 1986       | 2 (1)             | Stade rennais            |
| Attaquants      |                       |                   |                   |                          |
| 9               | Samuel Eto'o          | 10 mars 1981      | 62 (25)           | FC Barcelone             |
| 17              | Mohammadou Idrissou   | 8 mars 1980       | 1 (0)             | MSV Duisbourg            |
| 18              | Bertin Tomou          | 8 août 1978       | 11 (6)            | Royal Excelsior Mouscron |
| 21              | Joseph-Désiré Job     | 1er décembre 1977 | 22 (1)            | OGC Nice                 |

### Zambie
| Sélectionneur   | Sélectionneur    | Patrick Phiri     | Patrick Phiri     | Patrick Phiri                 |
| N°              | Nom              | Date de Naissance | Sélections (buts) | Club                          |
| Gardiens de but |                  |                   |                   |                               |
| 1               | Mike Poto        | 15 janvier 1981   | -                 | Green Buffaloes               |
| 16              | Kennedy Mweene   | 11 décembre 1984  | -                 | Free State Stars FC           |
| 22              | Kalililo Kakonje | 1er janvier 1985  | -                 | AmaZulu Football Club         |
| Défenseurs      |                  |                   |                   |                               |
| 3               | Kennedy Nkethani | 25 novembre 1985  | -                 | Zanaco FC                     |
| 4               | Joseph Musonda   | 30 mai 1977       | -                 | Lamontville Golden Arrows     |
| 5               | Hichani Himoonde | 15 juin 1982      | -                 | Lusaka Dynamos F.C            |
| 13              | William Chinyama | 19 avril 1984     | -                 | ZESCO United Football Club    |
| 19              | Clive Hachilensa | 17 septembre 1979 | -                 | IFK Mariehamn                 |
| 18              | Billy Mwanza     | 1er janvier 1983  | -                 | Lamontville Golden Arrows F.C |
| 15              | Chintu Kampamba  | 28 décembre 1980  | -                 | Free State Stars              |
| Milieux         |                  |                   |                   |                               |
| 7               | Clifford Mulenga | 5 août 1987       | -                 | Maccabi Petah-Tikvah          |
| 8               | Isaac Chansa     | 23 mars 1984      | -                 | Helsingborgs IF               |
| 10              | Ian Bakala       | 1er novembre 1980 | -                 | Primeiro de Agosto            |
| 23              | William Njovu    | 27 avril 1987     | -                 | Lusaka Dynamos F.C.           |
| 17              | Rainford Kalaba  | 14 août 1986      | -                 | ZESCO United Football Club    |
| 6               | Francis Kasonde  | 28 décembre 1979  | -                 | Power Dynamos Football Club   |
| 20              | Felix Katongo    | 18 avril 1984     | -                 | Petro Atlético Luanda         |
| Attaquants      |                  |                   |                   |                               |
| 9               | Felix Sunzu      | 2 mai 1989        | -                 | Konkola Blades                |
| 21              | James Chamanga   | 2 février 1980    | -                 | Moroka Swallows F.C           |
| 11              | Chris Katongo    | 31 août 1982      | -                 | Brøndby IF                    |
| 12              | Adubelo Phiri    | 16 janvier 1983   | -                 | Primeiro de Agosto            |
| 2               | Jacob Mulenga    | 12 février 1984   | -                 | RC Strasbourg                 |
| 14              | Emmanuel Mayuka  | 21 novembre 1990  | -                 | Kabwe Warriors Football Club  |

### Soudan
| Sélectionneur | Sélectionneur         | Mohamed Abdallah          | Mohamed Abdallah  | Mohamed Abdallah |
| N°            | Nom                   | Date de Naissance         | Sélections (buts) | Club             |
| Gardiens      |                       |                           |                   |                  |
| 21            | Bahaeldin Abdallah    | 1er janvier 1978 (30 ans) |                   | Al Merreikh      |
| 1             | Akram El Hadi Salim   | 27 février 1987 (20 ans)  |                   | Al Merreikh      |
| 16            | Mahjoub El Moez       | 14 août 1978 (29 ans)     |                   | Al Hilal         |
| Défenseurs    |                       |                           |                   |                  |
| 4             | Mohamed Ali El Khider | 1er janvier 1985 (23 ans) |                   | Al Hilal         |
| 19            | Ahmed Al Basha        | 2 janvier 1982 (26 ans)   |                   | Al Merreikh      |
| 3             | Musa Al Tayeb         | 15 juin 1984 (23 ans)     |                   | Al Merreikh      |
| 2             | Omer Bakheit          | 24 novembre 1984 (23 ans) |                   | Al Hilal         |
| 15            | Amir Damer            | 8 décembre 1979 (28 ans)  |                   | Al Merreikh      |
| 7             | Alaeldin Ahmed Gibril | 1er janvier 1977 (31 ans) |                   | Al Hilal         |
| 18            | Khalid Jolit          | 3 janvier 1981 (27 ans)   |                   | Al Hilal         |
| Milieux       |                       |                           |                   |                  |
| 5             | Yousef Alaeldin       | 3 janvier 1982 (26 ans)   |                   | Al Hilal         |
| 9             | Hamouda Bashir        | 1er janvier 1983 (24 ans) |                   | Al Hilal         |
| 12            | Bader Galag           | 1er avril 1981 (26 ans)   |                   | Al Merreikh      |
| 6             | Richard Gastin        | 5 octobre 1979 (28 ans)   |                   | Al Hilal         |
| 23            | Hassan Isaac Korongo  | 28 février 1985 (22 ans)  |                   | Al Hilal         |
| 22            | Saifeldin Masawi      | -                         |                   | Al Hilal         |
| 14            | Mugahid Mohamed       | 19 janvier 1976 (32 ans)  |                   | Al Merreikh      |
| 8             | Haitham Mustafa       | 19 juillet 1977 (30 ans)  |                   | Al Hilal         |
| 13            | Mohamed Tahir         | 3 décembre 1984 (23 ans)  |                   | Al Hilal         |
| Attaquants    |                       |                           |                   |                  |
| 20            | Abdelhamid Amari      | 20 août 1984 (23 ans)     |                   | Al Merreikh      |
| 17            | Faisal Agab           | 24 août 1970 (37 ans)     |                   | Al Merreikh      |
| 11            | Alaeldin Babiker      | 16 décembre 1984 (23 ans) |                   | Al Merreikh      |
| 10            | Haytham Tambal        | 28 novembre 1978 (29 ans) |                   | Al Merreikh      |

## Equipes du groupe D

### Tunisie
| Sélectionneur | Sélectionneur          | Roger Lemerre              | Roger Lemerre     | Roger Lemerre                 |
| N°            | Nom                    | Date de Naissance          | Sélections (buts) | Club                          |
| Gardiens      |                        |                            |                   |                               |
| 1             | Hamdi Kasraoui         | 18 janvier 1983 (25 ans)   |                   | Espérance sportive de Tunis   |
| 22            | Adel Nefzi             | 16 mars 1974 (33 ans)      |                   | Club africain                 |
| 16            | Aymen Mathlouthi       | 14 septembre 1984 (23 ans) |                   | Étoile sportive du Sahel      |
| Défenseurs    |                        |                            |                   |                               |
| 4             | Wissem Abdi            | 2 avril 1979 (28 ans)      |                   | Zamalek                       |
| 13            | Saber Ben Frej         | 3 juillet 1979 (28 ans)    |                   | Le Mans UC                    |
| 3             | Karim Haggui           | 20 janvier 1984 (24 ans)   |                   | TSV Bayer 04 Leverkusen       |
| 18            | Yassin Mikari          | 9 janvier 1983 (25 ans)    |                   | Grasshopper-Club Zurich       |
| 2             | Saïf Ghezal            | 30 juin 1981 (26 ans)      |                   | Étoile sportive du Sahel      |
| 19            | Mehdi Meriah           | 5 juin 1979 (28 ans)       |                   | Étoile sportive du Sahel      |
| 6             | Radhouane Felhi        | 25 mars 1984 (23 ans)      |                   | Étoile sportive du Sahel      |
| 15            | Radhi Jaïdi            | 30 août 1975 (32 ans)      |                   | Birmingham City Football Club |
| 5             | Wissam El Bekri        | 16 juin 1984 (23 ans)      |                   | Espérance sportive de Tunis   |
| Milieux       |                        |                            |                   |                               |
| 7             | Chaouki Ben Saada      | 1er juillet 1984 (23 ans)  |                   | SC Bastia                     |
| 12            | Jawhar Mnari           | 8 novembre 1976 (31 ans)   |                   | FC Nuremberg                  |
| 8             | Mehdi Nafti            | 28 novembre 1978 (29 ans)  |                   | Birmingham City Football Club |
| 10            | Kamel Zaiem            | 25 mai 1983 (24 ans)       |                   | Espérance sportive de Tunis   |
| 14            | Chaker Zouaghi         | 10 janvier 1985 (23 ans)   |                   | Lokomotiv Moscou              |
| 21            | Mejdi Traoui           | 13 décembre 1983 (25 ans)  |                   | Étoile sportive du Sahel      |
| Attaquants    |                        |                            |                   |                               |
| 9             | Yassine Chikhaoui      | 22 septembre 1986 (21 ans) |                   | FC Zurich                     |
| 11            | Francileudo Santos     | 20 mars 1979 (28 ans)      |                   | Toulouse Football Club        |
| 17            | Issam Jemâa            | 28 janvier 1984 (24 ans)   |                   | SM Caen                       |
| 23            | Mohamed Amine Chermiti | 26 décembre 1987 (20 ans)  |                   | Étoile sportive du Sahel      |
| 20            | Mehdi Ben Dhifallah    | 6 mai 1983 (24 ans)        |                   | Étoile sportive du Sahel      |

### Angola
| Sélectionneur | Sélectionneur               | Luís Oliveira Gonçalves | Luís Oliveira Gonçalves | Luís Oliveira Gonçalves     |
| N°            | Nom                         | Date de Naissance       | Sélections (buts)       | Club                        |
| Gardiens      |                             |                         |                         |                             |
| 1             | Luis Lama                   | 1er février 1981        |                         | Petro Huambo                |
| 22            | Mário                       | 1er juin 1985           |                         | Inter Luanda                |
| 12            | Nuno                        | 27 février 1980         |                         | Atlético Sport Aviação      |
| Défenseurs    |                             |                         |                         |                             |
| 5             | Kali                        | 11 octobre 1978         |                         | FC Sion                     |
| 15            | Rui Marques                 | 3 septembre 1977        |                         | Leeds United                |
| 2             | Marco Airosa                | 6 août 1984             |                         | Centro Desportivo de Fátima |
| 6             | Yamba Asha                  | 31 juillet 1977         |                         | Petro Luanda                |
| 20            | Loco                        | 25 décembre 1984        |                         | Primeiro de Agosto          |
| 21            | Luis Delgado                | 1er novembre 1979       |                         | FC Metz                     |
| 3             | Jamba                       | 10 juillet 1977         |                         | AS Aviação                  |
| 4             | Manuel Machado              | 24 décembre 1985        |                         | Anadia FC                   |
| Milieux       |                             |                         |                         |                             |
| 7             | Paulo Figueiredo            | 28 novembre 1972        |                         | Östers IF                   |
| 14            | Antonio Mendonça            | 9 octobre 1982          |                         | Estrela da Amadora          |
| 10            | Maurito                     | 24 juin 1981            |                         | Al Kuwait Kaifan            |
| 8             | André Macanga               | 14 mai 1978             |                         | Al Kuwait Kaifan            |
| 13            | Edson de Jesus Nobre        | 3 février 1980          |                         | FC Paços de Ferreira        |
| 19            | Dédé                        | 4 juillet 1981          |                         | Paços de Ferreira           |
| 11            | Sebastião Gilberto          | 21 septembre 1982       |                         | Al Ahly SC                  |
| 17            | Zé Kalanga                  | 10 décembre 1983        |                         | Boavista                    |
| Attaquants    |                             |                         |                         |                             |
| 16            | Flávio Amado                | 30 décembre 1979        |                         | Al Ahly SC                  |
| 18            | Arsenio Sebastiao Cabungula | 14 mars 1979            |                         | Primeiro de Agosto          |
| 23            | Manucho Gonçalves           | 7 mars 1983             |                         | Manchester United           |
| 9             | Mateus                      | 7 mars 1983             |                         | Boavista FC                 |

### Afrique du Sud
| Sélectionneur | Sélectionneur       | Carlos Alberto Gomes Parreira | Carlos Alberto Gomes Parreira | Carlos Alberto Gomes Parreira |
| N°            | Nom                 | Date de Naissance             | Sélections (buts)             | Club                          |
| Gardiens      |                     |                               |                               |                               |
| 1             | Rowen Fernandez     | 28 février 1978               |                               | Arminia Bielefeld             |
| 16            | Moeneeb Josephs     | 19 mai 1980                   |                               | Wits University               |
| 23            | Itumeleng Khune     | 20 juin 1987                  |                               | Kaizer Chiefs                 |
| Défenseurs    |                     |                               |                               |                               |
| 2             | Bevan Fransman      | 31 octobre 1983               |                               | Moroka Swallows               |
| 3             | Tsepo Masilela      | 5 mai 1985                    |                               | Maccabi Haïfa                 |
| 4             | Aaron Mokoena       | 25 novembre 1980              |                               | Blackburn Rovers              |
| 5             | Nasief Morris       | 16 avril 1981                 |                               | Panathinaikos                 |
| 7             | Tumelo Nhlapo       | 20 janvier 1988               |                               | Bloemfontein Celtic           |
| 13            | Benson Mhlongo      | 9 novembre 1980               |                               | Mamelodi Sundowns             |
| 19            | Bryce Moon          | 6 avril 1986                  |                               | Ajax Cape Town                |
| 20            | Brett Evans         | 8 mars 1982                   |                               | Ajax Cape Town                |
| Milieux       |                     |                               |                               |                               |
| 8             | Siphiwe Tshabalala  | 25 septembre 1984             |                               | Kaizer Chiefs                 |
| 12            | Teko Modise         | 22 décembre 1982              |                               | Orlando Pirates               |
| 22            | Kagisho Dikgacoi    | 24 novembre 1984              |                               | Lamontville Golden Arrows     |
| 9             | Surprise Moriri     | 20 mars 1980                  |                               | Mamelodi Sundowns             |
| 6             | Lance Davids        | 11 avril 1983                 |                               | Djurgårdens IF                |
| 11            | Elrio van Heerden   | 11 juillet 1983               |                               | Club Bruges                   |
| 10            | Steven Pienaar      | 17 mars 1982                  |                               | Everton                       |
| Attaquants    |                     |                               |                               |                               |
| 21            | Thembinkosi Fanteni | 2 février 1984                |                               | Ajax Cape Town                |
| 18            | Excellent Walaza    | 8 avril 1987                  |                               | Orlando Pirates               |
| 15            | Sibusiso Zuma       | 23 juin 1975                  |                               | Arminia Bielefeld             |
| 17            | Abel Mphela         | 29 novembre 1984              |                               | Supersport United             |
| 14            | Lerato Chabangu     | 15 août 1985                  |                               | Mamelodi Sundowns             |

### Sénégal
| Sélectionneur | Sélectionneur         | Lamine N'Diaye    | Lamine N'Diaye    | Lamine N'Diaye         |
| N°            | Nom                   | Date de Naissance | Sélections (buts) | Club                   |
| Gardiens      |                       |                   |                   |                        |
| 1             | Tony Sylva            | 17 mai 1975       |                   | Lille OSC              |
| 16            | Cheick N'Diaye        | 15 février 1985   |                   | US Créteil-Lusitanos   |
| 23            | Bouna Coundoul        | 4 mars 1982       |                   | Colorado Rapids        |
| Défenseurs    |                       |                   |                   |                        |
| 2             | Ibrahima Sonko        | 22 janvier 1981   |                   | Reading FC             |
| 3             | Guirane N'Daw         | 24 avril 1984     |                   | FC Sochaux             |
| 4             | Mohamed Sarr          | 23 décembre 1983  |                   | Standard de Liège      |
| 5             | Souleymane Diawara    | 24 décembre 1978  |                   | Girondins de Bordeaux  |
| 6             | Ibrahima Faye         | 22 novembre 1979  |                   | ES Troyes AC           |
| 13            | Lamine Diatta         | 2 juillet 1975    |                   | Beşiktaş               |
| 20            | Abdoulaye Diagne-Faye | 26 février 1978   |                   | Newcastle United       |
| 21            | Habib Beye            | 19 novembre 1977  |                   | Newcastle United       |
| Milieux       |                       |                   |                   |                        |
| 9             | Babacar Gueye         | 2 mars 1986       |                   | FC Metz                |
| 10            | Ousmane N'Doye        | 21 mars 1978      |                   | Académica de Coimbra   |
| 12            | Moustapha Bayal Sall  | 30 novembre 1985  |                   | AS Saint-Étienne       |
| 14            | Papa Waigo N'Diaye    | 20 janvier 1984   |                   | Genoa CFC              |
| 15            | Diomansy Kamara       | 8 novembre 1980   |                   | Fulham                 |
| 18            | Frédéric Mendy        | 6 novembre 1981   |                   | SC Bastia              |
| 19            | Papa Bouba Diop       | 28 janvier 1980   |                   | Portsmouth             |
| 22            | Papa Malick Ba        | 11 novembre 1980  |                   | FC Bâle                |
| Attaquants    |                       |                   |                   |                        |
| 7             | Henri Camara          | 10 mai 1977       |                   | West Ham United        |
| 8             | Mamadou Niang         | 13 octobre 1983   |                   | Olympique de Marseille |
| 11            | El Hadji Diouf        | 15 janvier 1981   |                   | Bolton Wanderers       |
| 17            | Modou Sougou          | 18 décembre 1984  |                   | União Leiria           |